# Vodní nádrž Gottleuba
Vodní nádrž Gottleuba (německy Talsperre Gottleuba) je přehradní nádrž ve spolkové zemi Sasko v Německu na řece Gottleuba (pramení v Česku jako Rybný potok), nacházející se u lázeňského města Bad Gottleuba-Berggießhübel, asi tři kilometry od česko-německé státní hranice.
Postavena byla v letech 1965 až 1976 a slouží jako zásobárna pitné vody pro město Pirna a okolí. Poskytuje též ochranu před povodněmi a vyrábí elektrickou energii (instalován kapacita zdejší vodní elektrárny je 53 kW). Délka hráze je 327 metrů a výška 53,2 metrů, čímž se jedná nejvyšší přehradní nádrž v Sasku. Její objem činí 14,2 milionů m³ a rozkládá se na ploše 0,66 km².